# かめれおん日記
『かめれおん日記』（かめれおんにっき）は、中島敦の短編小説。1942年11月に、第2創作集『南島譚』（今日の問題社）に収録された。主人公が偶然にカメレオンを飼うことになり、そのカメレオンの姿に自己を重ねつつ、その衰弱に自身の精神の衰弱を見る様子を描いた、日記風の作品である。

## あらすじ
博物の教員が、職員室に戻る途中で、生徒からカメレオンをもらう。学校の他の博物の教員と相談し、学校で飼育することにしたが、カメレオンは寒さに弱いため、設備が整うまでは「私」（教員）のアパートで飼育することになった。「私」はカメレオンの飼育に興奮を覚え、学校で飼わずに自分の手元でカメレオンを育てたいと思うようになる。また、同時に、しばらく感じることのなかった私の中の異国情緒が目覚めはじめた。
以後、「私」が、カメレオンを飼育するなかで、日常生活の不満を持ちつつも、悶々とした状況から抜け出せない自分と向き合うことになった、5日間の生活を描く。

## 作品背景

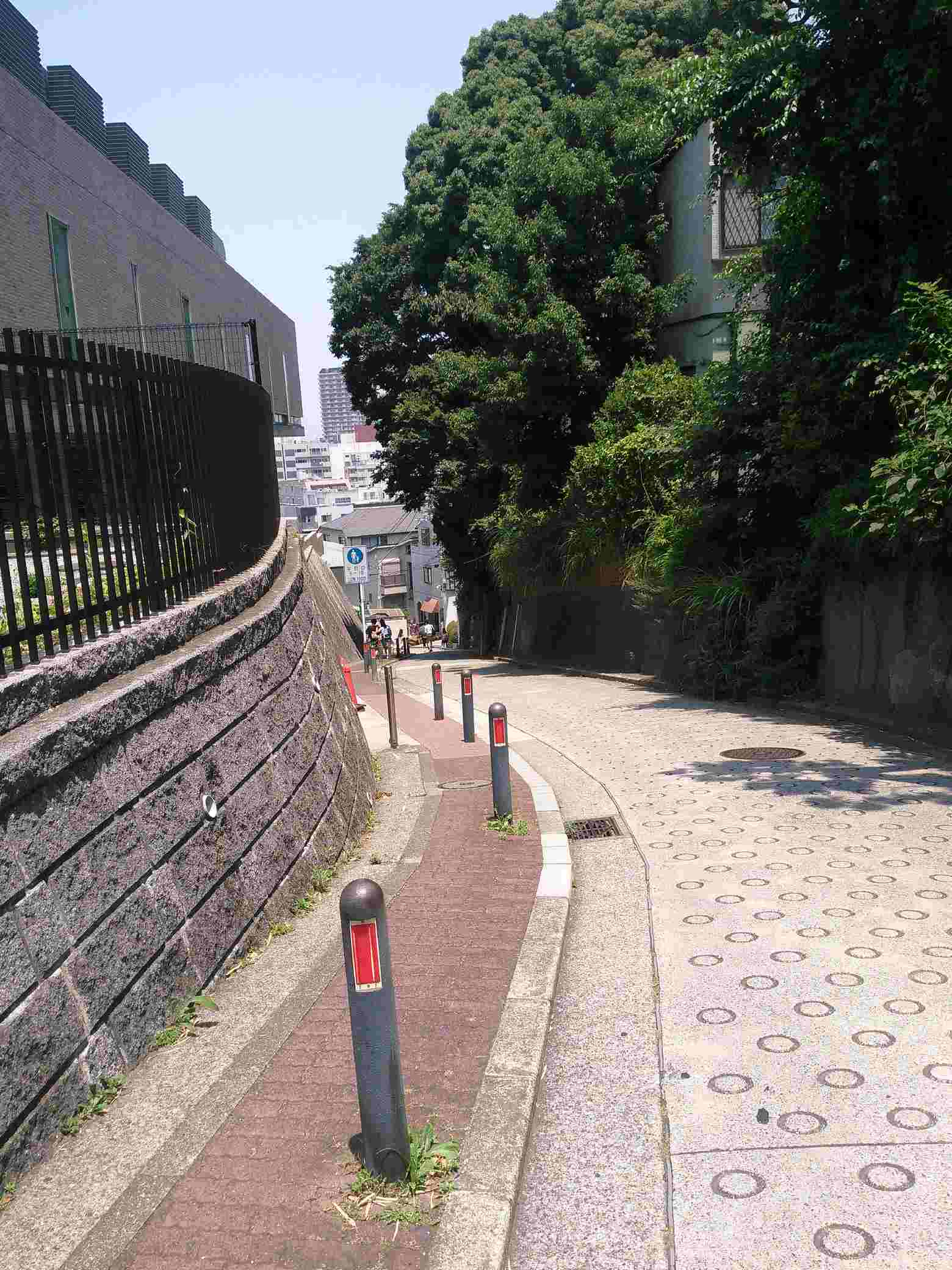
汐汲坂

横浜高等女学校の教員時代の日常がベースになっている。1936年（昭和11年）12月26日に脱稿し、1940年（昭和15年）1月、雑誌掲載の予定が、出版社から紙を削減するためとの理由で、掲載されなかった。その後、1942年（昭和17年）に単行本『南島譚』に、『狼疾記』と共に「過去帳」として収められた。
『狼疾記』と共に、中島の未完の長編作品『北方行』から作り出された作品である。『北方行』は、主題、構成、人物設定など多くの問題から未完に終わり、中島はその失敗から苦心の末に、短編小説という手法に辿り着いたとも分析されている。
中島が勤務していた頃の横浜高等女学校は、横浜市中区の汐汲坂に存在していた。作中にはこの坂の様子も詳細に描写されており、後年には中島の文学碑が建てられている。このことから、汐汲坂自体はありふれた坂であるが、本作の一幕の劇の舞台として作り出された坂ともいえる。

## 評価・研究
日記のもとになる教員の生活風景や、周辺の状況の描写から、横浜市と関連の深い作品と見られる。舞台背景の描写、人間関係の描写などの的確さが評価されている。横浜の代官坂や横浜外国人墓地も舞台として取り上げられており、主人公の目を通した情景の描写も異国情緒が豊かと評価されている。文学家の福永武彦は本作を、中島の女学校教師時代の日常で抱いた存在への疑惑や不安感を研究した作品と指摘している。
中島が執筆当時、文学集団に特に所属していなかった頃から、親友である釘本久春に作品を読んでもらっていた。釘本は1940年（昭和15年）1月13日の書簡で「作品としては（狼疾記よりも）僕はかめれおん日記の方をとる。あれは、凍ったガラスのように冷めたく美しい。……僕にはある作品の地盤である作者の生活の現実が気にかかるのだ。……として身を噛んでゐる作者の人間的誠実……が、いたましく見てゐられぬような気持になる」と述べている。文学家の福永武彦は「私小説と呼ぶよりは自我の内面を描くモラリストの文学、つまり自我追求エッセイであり、しかもそれに小説家的な技術を操作して、対照的に外界の描写をも加えてなった、甚だ独特の小説なのである」と述べ、国文学者の笠原実はこの福永の言葉が、本作の性格をよく捉えているとしている。
これらの評価の一方で、厳しい評価を下す者もいる。小説家の深田久弥は、中島から出征前にこの原稿を委託されており、中島と親交があったにもかかわらず、1942年（昭和17年）3月21日の書簡で「カメレオン日記は推薦しなかった。君の感想としては面白いが、小説としては取れない気がした」と伝えている。また、文芸評論家の中野孝次や菅野昭正は、登場人物の感情などの描写を評価しつつも、中野は「特に良い作品とは思わない」、菅野は「作品としての完成度からは遠い」と述べている。菅野昭正はその理由を、中島が南島での体験をもとに著した作品『南島譚』と、その後に日本の生活で現実を踏まえた著した本作との差によるものと分析している。